# 豊田富士雄
豊田 富士雄（とよだ ふじお、1948年4月27日 ｰ ）は、日本の実業家。豊田肥料株式会社代表取締役社長、どまんなか袋井まちづくり株式会社代表取締役社長、静岡理工科大学総合技術研究所客員教授。

## 来歴
岩手県出身。父親は農業研究センターの技術者。1973年3月、慶應義塾大学法学部政治学科卒業。海上自衛隊に入隊。1975年、海上自衛隊幹部候補生学校（25期）卒業。同年、自衛隊を退職し、袋井市の温室でメロンを作り始めた。豊田舜次に「そんなに農業が好きなら肥料屋も一緒だよ」と言われ、豊田肥料株式会社に入社し、豊田舜次の子と結婚。豊田舜次は1988年に袋井市長に初当選。
1997年、豊田肥料株式会社社長に就任。
2000年11月30日、豊田舜次はくも膜下出血のため、市長任期中に死去。
2010年から2016年まで袋井商工会議所会頭を務めた。2020年現在は一般社団法人全国肥料商連合会の副会長であり、2016年には同会の創立60周年記念式典において農林水産大臣感謝状を授与されている。
文化・奉仕活動としては、「袋井市栄西禅師顕彰会」や元愛知大学教授で茶研究家の松下智を顕彰する「松下コレクションを活かす会」、「浅羽佐喜太郎公碑建立100年記念事業実行委員会」、「アザレア・スポーツクラブ後援会」の会長などを務めた。また、袋井ライオンズクラブの会員でもある。
2005年に旧袋井市と旧浅羽町が合併したことに併せて発足した民間団体「新袋井フォーラム」の会員となる。また同年、「袋井市総合計画審議会 〜 10年後のふくろいの姿を考える〜」の委員を務めた。
2013年に総務省による「ICT街づくり推進会議　地域懇談会@袋井」の地域実証プロジェクト関係者の一人に名を連ねた。また同年、茶柱文学賞実行委員会の副会長を務めた。
2015年に「輝く"ふくろい"まち・ひと・しごと創生会議」の袋井部会メンバーとなる。
2016年、2月に開催された「第23回三遠南信サミット2016 in 東三河」の「広域連携による歴史・文化・自然資源などの地域資源の新たな価値創造」をテーマにした「風土」文科会にパネリストとして出席した。そして同年3月には「ラグビーワールドカップ 2019『袋井市開催推進委員会』」の副委員長となった。
2018年に「『袋井発 着地型観光モデル』を創るには何が必要か」をテーマに開かれた袋井市産業経済懇話会では、ヤマハリゾート代表取締役社長の安藤貞敏らとともにパネリストを務めた。
2020年2月18日、日比谷国際ビルで開催された農林水産省による「新たな肥料制度の施行に向けた関係者会議」に委員として出席した。
同年9月12日、翌年4月に実施予定の袋井市長選挙に立候補する意向を表明した。2021年4月11日に告示された袋井市長選挙に立候補。連合静岡、自由民主党袋井市袋井支部、同党袋井市浅羽支部、自動車総連静岡地方協議会などの推薦を受けて戦ったが、4月18日の投開票の結果、元静岡県議会議員の大場規之に敗れた。

## 顕彰
- 旭日双光章 - 2019年[29]